# Villar de Argañán
Villar de Argañán – gmina w Hiszpanii, w prowincji Salamanka, w Kastylii i León, o powierzchni 30,02 km². W 2011 roku gmina liczyła 101 mieszkańców.